# Попов, Валентин Фёдорович
Валенти́н Фёдорович Попо́в (1926 — 1993) — советский дипломат. Чрезвычайный и полномочный посол.

## Биография
Окончил Московский государственный институт международных отношений (1949) и Высшую дипломатическую школу МИД СССР (1963).
- В 1950—1951 годах — сотрудник центрального аппарата МИД СССР.
- В 1951—1954 годах — сотрудник аппарата Верховного комиссара СССР в Германии, затем посольства СССР в ГДР.
- В 1954—1956 годах — вице-консул консульства СССР в Ростоке (ГДР).
- В 1956—1958 годах — сотрудник центрального аппарата МИД СССР.
- В 1958—1961 годах — сотрудник посольства СССР в Чехословакии.
- В 1961—1963 годах — слушатель ВДШ МИД СССР.
- В 1963—1964 годах — сотрудник центрального аппарата МИД СССР.
- В 1964—1969 годах — сотрудник посольства СССР в Таиланде.
- В 1969—1970 годах — советник IV Европейского отдела МИД СССР.
- В 1970—1972 годах — генеральный консул СССР в Дакке (Пакистан, с 1971 — Бангладеш).
- С 16 февраля 1972 по 27 февраля 1973 года — чрезвычайный и полномочный посол СССР в Бангладеш[1].
- В 1973—1980 годах — на ответственной работе в центральном аппарате МИД СССР.
- С 1980 года — генеральный консул СССР в Медане (Индонезия).